# Kaliva Range
Die Kaliva Range (englisch; bulgarisch Хребет Калива Chrebet Kaliva) ist ein größtenteils vereistes, in südost-nordwestlicher Ausrichtung 24,7 km langes, 10 km breites und bis zu 1600 m hohes Gebirge in den nordwestlichen Ausläufern des Detroit-Plateaus an der Grenze zwischen Danco- und Davis-Küste des Grahamlands auf der Antarktischen Halbinsel. Es ragt teilweise auf der Tschawdar-Halbinsel auf und ist über das Sinitovo Gap nach Südosten mit dem Perkos Dome verbunden. Der Breguet-Gletscher liegt südlich, der Gregory-Gletscher südwestlich. Nach Norden schließen sich die Tumba-Eiskappe, der Samodiwa- und der Pirin-Gletscher an, nach Nordosten der Wright-Piedmont-Gletscher.
Britische Wissenschaftler kartierten es 1978. Die bulgarische Kommission für Antarktische Geographische Namen benannte es 2014 nach der antiken Festung Kaliwa im Südosten Bulgariens.